# Kathryn Joosten
Kathryn Joosten, all'anagrafe Kathryn Rausch (Chicago, 20 dicembre 1939 – Westlake Village, 2 giugno 2012), è stata un'attrice statunitense, nota principalmente per il ruolo di Karen McCluskey nella serie televisiva Desperate Housewives.

## Biografia
Insolitamente, la carriera di Kathryn Joosten inizia all'età di quarantadue anni, quando la donna si trasferì ad Hollywood ed ottenne alcuni ruoli minori in varie serie televisive in onda negli anni novanta, come Pappa e ciccia, Buffy l'ammazzavampiri, E.R. - Medici in prima linea, Quell'uragano di papà, La famiglia Brock, Murphy Brown, Seinfeld, Frasier ed altre. Nel 1999, la Joosten ottiene uno dei ruoli che l'hanno resa maggiormente celebre, quello di Delores Landingham, segretaria del presidente degli Stati Uniti d'America Josiah Bartlet (interpretato da Martin Sheen) nel serial The West Wing. Kathryn Joosten interpretò il ruolo di Delores per due stagioni, finché il suo personaggio non fu fatto uscire di scena nel 2001, morto in un incidente d'auto, salvo poi farla ricomparire in seguito in alcuni flashback.
La popolarità ottenuta fa ottenere all'attrice partecipazioni in numerose altre serie televisive come Scrubs, My Name is Earl, X-Files, Streghe, Will & Grace, Malcolm, Grey's Anatomy, Joan of Arcadia, Una mamma per amica e The Closer, sino al 2004 quando viene scelta per interpretare il ruolo, dapprima ricorrente ed in seguito fisso, di Karen McCluskey nella serie televisiva Desperate Housewives. Per la sua interpretazione del personaggio di Karen McClusky, la Joosten ha vinto l'Emmy Award nel 2005 e nel 2008.
Ha inoltre recitato nei film cinematografici 2 single a nozze - Wedding Crashers ed Alvin Superstar 2.
Morì all'età di 72 anni il 2 giugno 2012 a causa di un cancro ai polmoni con cui conviveva da tre anni. La sua morte è avvenuta venti giorni dopo la trasmissione dell'ultimo episodio dell'ottava stagione di Desperate Housewives, che si concludeva proprio con la morte per un tumore al cervello di Karen McCluskey, il personaggio da lei interpretato.

## Filmografia parziale

### Cinema
- Bulldozer (Grandview, U.S.A), regia di Randal Kleiser (1985)
- Uccidete la colomba bianca (The Package), regia di Andrew Davis (1989)
- Uno sconosciuto accanto a me (The Stranger Beside Me), regia di Sandor Stern (1995)
- Best Men - Amici per la pelle (Best Men), regia di Tamra Davis (1997)
- Phoenix - Delitto di polizia (Phoenix), regia di Danny Cannon (1998)
- Hellraiser 5: Inferno (Hellraiser: Inferno), regia di Scott Derrickson (2000)
- Il mistero di Hamden (Secret Santa), regia di Ian Barry (2003)
- Breaking Dawn, regia di Mark Edwin Robinson (2004)
- McBride - Omicidio di classe, regia di Kevin Connor (2005)
- Hostage, regia di Florent Emilio Siri (2005)
- 2 single a nozze - Wedding Crashers (Wedding Crashers), regia di David Dobkin (2005)
- Il ritorno della scatenata dozzina (Cheaper by the Dozen 2), regia di Adam Shankman (2005)
- Rails & Ties - Rotaie e legami (Rails & Ties), regia di Alison Eastwood (2007)
- Racconti incantati (Bedtime Stories), regia di Adam Shankman (2008)
- Alvin Superstar 2 (Alvin and the Chipmunks: The Squeakquel), regia di Betty Thomas (2009)
- Mega Python vs. Gatoroid, regia di Mary Lambert (2011)

### Televisione
- Otto sotto un tetto (Family Matters) - serie TV (1995)
- Chicago Hope - serie TV (1995)
- Una famiglia del terzo tipo (3rd Rock from the Sun) - serie TV (1996)
- E.R. - Medici in prima linea (ER) - serie TV, episodio 2x18 (1996)
- Pappa e ciccia (Roseanne) - serie TV (1996)
- Profiler - Intuizioni mortali (Profiler) - serie TV (1997)
- La tata (The Nanny) - serie TV (1998)
- Dharma & Greg - serie TV (1998-2001)
- Quell'uragano di papà (Home Improvement) - serie TV (1999)
- Providence - serie TV (1999-2001)
- West Wing - Tutti gli uomini del Presidente (The West Wing) - serie TV (1998-2002)
- Becker - serie TV, episodio 3x08 (2000)
- Buffy l'ammazzavampiri (Buffy the Vampire Slayer) - serie TV (2000)
- Ally McBeal - serie TV (2001)
- Scrubs - Medici ai primi ferri (Scrubs) - serie TV, episodi 1x04-4x04-8x19 (2001-2009)
- X-Files (The X-Files) - serie TV, episodio 9x06 (2002)
- General Hospital - serie TV (2002-2003)
- Joan of Arcadia - serie TV (2003-2005)
- Due gemelle e un maggiordomo (So Little Time) - serie TV (2002)
- Hope & Faith - serie TV (2003)
- Streghe (Charmed) (2003)
- Will & Grace - serie TV, episodio 6x13 (2004)
- Una mamma per amica (Gilmore Girls) - serie TV (2004)
- Grey's Anatomy – serie TV, episodio 1x05 (2005)
- Malcolm (Malcolm in the Middle) - serie TV (2005)
- My Name is Earl - serie TV (2005-2008)
- Desperate Housewives - serie TV (2005-2012)
- Zack e Cody al Grand Hotel (The Suite Life of Zack and Cody) - serie TV (2006)
- The Closer - serie TV (2007)
- Las Vegas - serie TV (2008)
- Detective Monk (Monk) – serie TV, episodio 7x07 (2008)
- Beautiful (The Bold and the Beautiful) - serie TV (2011)
- The Mentalist - serie TV (2012)

## Riconoscimenti

### Emmy Award
Vinti:
- Miglior attrice guest star in una serie comica, per Desperate Housewives (2005)
- Miglior attrice guest star in una serie comica, per Desperate Housewives (2008)

Nomination:
- Miglior attrice guest star in una serie comica, per Desperate Housewives (2010)
- Miglior attrice non protagonista in una serie comica, per Desperate Housewives (2012) (postumo)

### Screen Actors Guild Award
Nomination:
- Miglior interpretazione di gruppo (con il cast della serie TV) in una serie comica, per Desperate Housewives (2007)
- Miglior interpretazione di gruppo (con il cast della serie TV) in una serie comica, per Desperate Housewives (2008)

## Doppiatrici italiane
Nelle versioni in italiano delle opere in cui ha recitato, Kathryn Joosten è stata doppiata da:
- Graziella Polesinanti in Hostage, Will & Grace, Rails & Ties - Rotaie e legami, Scrubs - Medici ai primi ferri, The Mentalist, Mega Python vs. Gatoroid
- Cristina Grado in Desperate Housewives, Beautiful
- Franca Lumachi in Alvin superstar 2, Harry's Law
- Adele Pellegatta in Ally McBeal
- Gaetana Bertolani in West Wing - Tutti gli uomini del Presidente
- Flora Carosello in Dharma & Greg
- Mirella Pace in Grey's Anatomy